# غشاء حول عضلي
الغشاء حول العضل أو النسيج الطلائي للحزمة العضلية (بالإنجليزية: Perimysium)‏ هو غمد من النسيج الضام الذي يجمع الألياف العضلية على شكل حزم (يتراوح ما بين 10 إلى 100 أو أكثر) من الحزم العضلية.

## روابط خارجية
- Histology at cytochemistry.net
- perimysium في قاموس إي ميديسين